# Carrichtera annua
Carrichtera annua – gatunek roślin z rodziny kapustowatych (Brassicaceae). Jest jedynym przedstawicielem monotypowego w efekcie rodzaju Carrichtera A. P. de Candolle, Mém. Mus. Hist. Nat. 7: 244. 20 Apr 1821. Roślina ta występuje na wyspach Makaronezji, w północnej Afryce, południowej Europie i południowo-zachodniej Azji, jako gatunek zawleczony rośnie także w Australii i Kalifornii, gdzie jest rośliną inwazyjną.

## Morfologia
PokrójRoślina jednoroczna, o pędzie owłosionym, zwykle prosto wzniesionym i rozgałęzionym, rzadziej podnoszącym się.
LiścieOdziomkowe i łodygowe. Liście odziomkowe nie skupione w rozecie, ogonkowe lub niemal siedzące, o blaszce jeden raz dwa razy pierzasto siecznej, poza tym całobrzegiej.
KwiatyZebrane w luźny, groniasty, silnie wydłużający się podczas owocowania kwiatostan. Działki kielicha cztery, wyprostowane, niemal równowąskie, boczna para ze słabo rozdętymi woreczkowato rozszerzeniami. Płatki korony także cztery, dłuższe od działek, kremowe lub jasno żółte z ciemnymi, brązowymi lub ciemnofioletowymi żyłkami. Płatki w górnej części jajowate lub łopatkowate, w dolnej wyciągnięte w wyraźny paznokieć. Pręcików 6, z czego cztery dłuższe. Pylniki jajowate do podługowatych.
OwoceJajowate lub elipsoidalne, 4–6-nasienne łuszczynki, podzielone na dwie części. Górna część owocu spłaszczona i beznasienna.

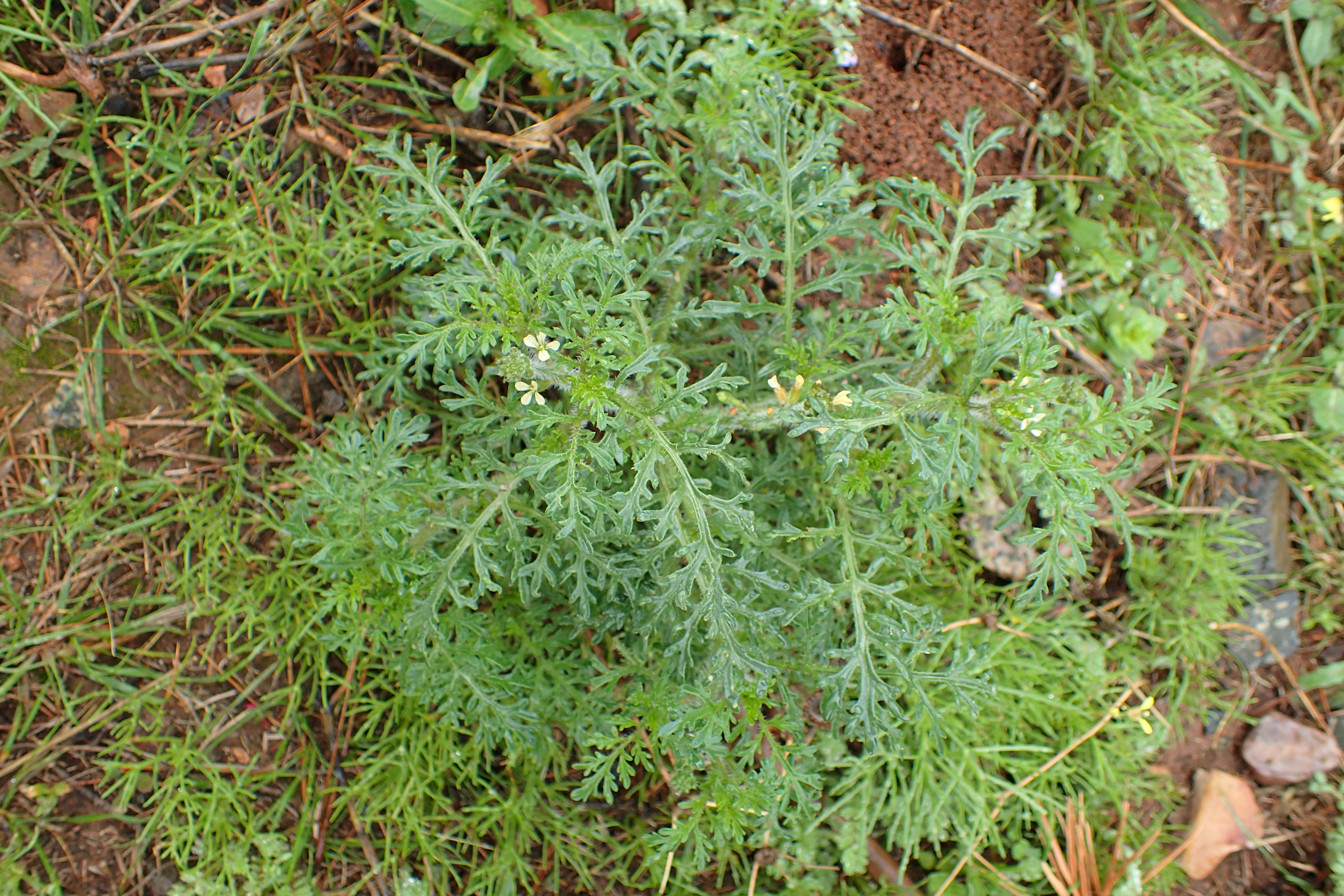
Pokrój
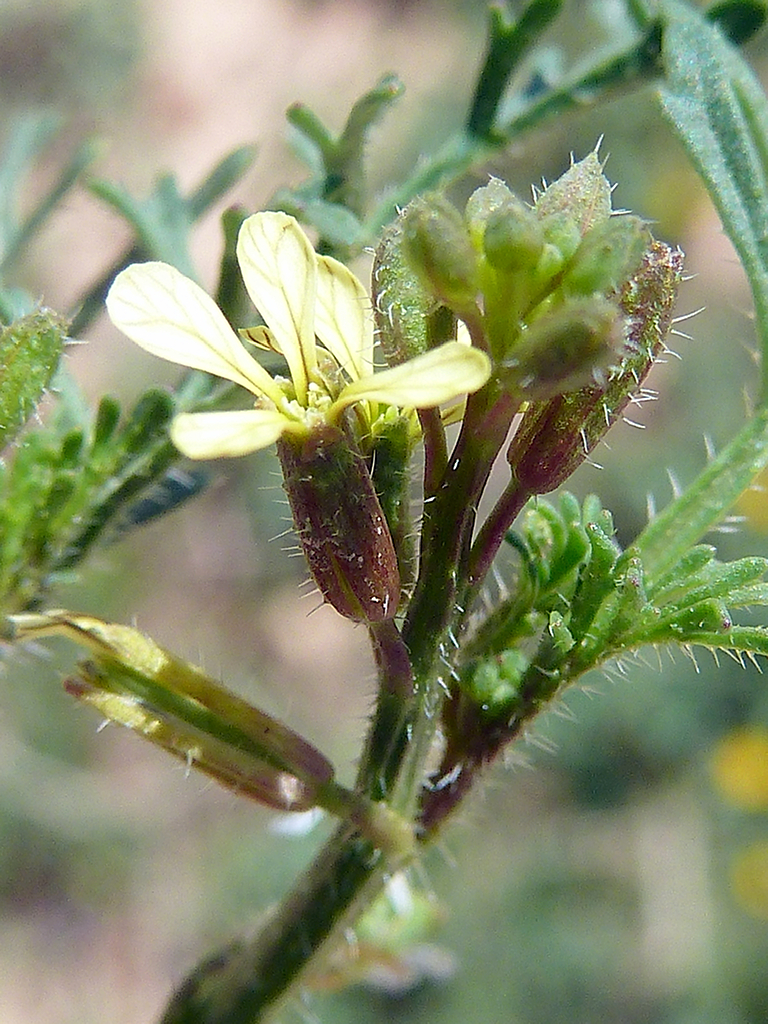
Kwiat
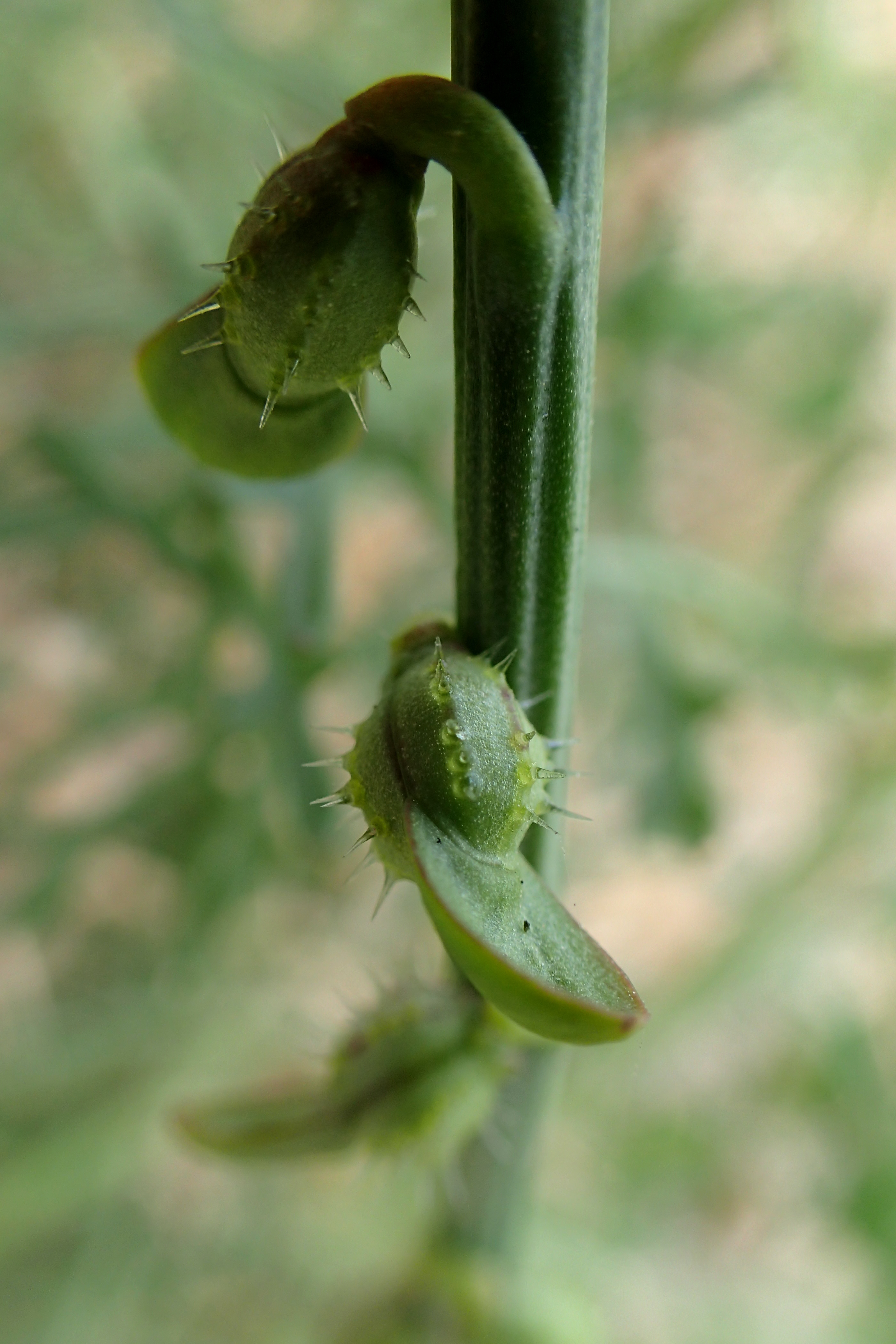
Łuszczynka

## Systematyka
Rodzaj z plemienia Brassiceae z rodziny kapustowatych Brassicaceae.